# تیتان ای.ئی
تیتان ای. ئی (انگلیسی: Titan A.E.) یک فیلم در ژانر علمی تخیلی، ماجراجویی و اکشن به کارگردانی دان بلات و گری گولدمن است که در سال ۲۰۰۰ منتشر شد.